# 万光泰
万光泰（1712年—1750年），字循初，一字柘坡，浙江秀水（今浙江省嘉兴市）人。清朝诗人、文学家。

## 生平
清高宗乾隆元年（1736年），考中举人，举博学鸿儒。除诗词外，万光泰还精通小学和音韵学，尤其精通《周髀》。万光泰工诗，力求“捐弃尘壒，毋一语相袭取”，在诗上与王又曾、祝维诰齐名，是秀水派（秀水诗派）的重要代表诗人。当时的人赞叹万光泰“惊才绝艳，落笔如神”。病危弥留之际，请范同治代写家书，交代后事，並托付书稿于汪孟鋗。著作有《拓坡居士集》，收集诗七百余首。